# 1 000 kilomètres du Nürburgring 2004
Navigation
Édition précédente Édition suivante
Les 1 000 kilomètres du Nürburgring 2004 (1 000 KM Nürburgring Grand Prix Kurs), disputées le 4 juillet 2004 sur le circuit du Nürburgring, sont la quarante-troisième édition de cette épreuve, la trente-cinquième sur un format de 1 000 kilomètres, et la deuxième manche des Le Mans Endurance Series 2004. Elle est remportée par l'Audi R8 no 8 de l'écurie Audi Sport UK Team Veloqx.

## Course

### Classement de la course
Classement à l'issue de la course (vainqueurs de catégorie en gras), :
| Pos. | Catégorie | N° | Concurrent (Ecurie si différent)      | Pilotes                                               | Châssis                          | Pneus | Tours |
| Pos. | Catégorie | N° | Concurrent (Ecurie si différent)      | Pilotes                                               | Moteur                           | Pneus | Tours |
| ---- | --------- | -- | ------------------------------------- | ----------------------------------------------------- | -------------------------------- | ----- | ----- |
| 1    | LMP1      | 8  | Audi Sport UK Team Veloqx             | Allan McNish Pierre Kaffer                            | Audi R8                          | M     | 180   |
| 1    | LMP1      | 8  | Audi Sport UK Team Veloqx             | Allan McNish Pierre Kaffer                            | Audi 3.6L Turbo V8               | M     | 180   |
| 2    | LMP1      | 88 | Audi Sport UK Team Veloqx             | Johnny Herbert Jamie Davies                           | Audi R8                          | M     | 179   |
| 2    | LMP1      | 88 | Audi Sport UK Team Veloqx             | Johnny Herbert Jamie Davies                           | Audi 3.6L Turbo V8               | M     | 179   |
| 3    | LMP1      | 3  | Creation Autosportif                  | Nicolas Minassian Jamie Campbell-Walter               | DBA 03S                          | D     | 179   |
| 3    | LMP1      | 3  | Creation Autosportif                  | Nicolas Minassian Jamie Campbell-Walter               | Zytek ZG348 3.4L V8              | D     | 179   |
| 4    | LMP1      | 5  | Team Goh                              | Rinaldo Capello Seiji Ara                             | Audi R8                          | M     | 170   |
| 4    | LMP1      | 5  | Team Goh                              | Rinaldo Capello Seiji Ara                             | Audi 3.6L Turbo V8               | M     | 170   |
| 5    | LMP1      | 17 | Pescarolo Sport                       | Soheil Ayari Éric Hélary                              | Pescarolo C60                    | M     | 170   |
| 5    | LMP1      | 17 | Pescarolo Sport                       | Soheil Ayari Éric Hélary                              | Judd GV5 5.0L V10                | M     | 170   |
| 6    | LMP1      | 6  | Rollcentre Racing                     | Martin Short Patrick Pearce João Barbosa              | Dallara SP1                      | D     | 168   |
| 6    | LMP1      | 6  | Rollcentre Racing                     | Martin Short Patrick Pearce João Barbosa              | Judd GV4 4.0L V10                | D     | 168   |
| 7    | LMP1      | 7  | RML                                   | Mike Newton Thomas Erdos Miguel Ramos                 | MG-Lola EX257                    | D     | 167   |
| 7    | LMP1      | 7  | RML                                   | Mike Newton Thomas Erdos Miguel Ramos                 | MG (AER) XP20 2.0L Turbo I4      | D     | 167   |
| 8    | GTS       | 86 | Larbre Compétition                    | Christophe Bouchut Pedro Lamy Steve Zacchia           | Ferrari 550 GTS Maranello        | M     | 165   |
| 8    | GTS       | 86 | Larbre Compétition                    | Christophe Bouchut Pedro Lamy Steve Zacchia           | Ferrari 5.9L V12                 | M     | 165   |
| 9    | GTS       | 59 | Vitaphone Racing ( Konrad Motorsport) | Uwe Alzen Michael Bartels Franz Konrad                | Saleen S7-R                      | P     | 165   |
| 9    | GTS       | 59 | Vitaphone Racing ( Konrad Motorsport) | Uwe Alzen Michael Bartels Franz Konrad                | Ford 6.9L V8                     | P     | 165   |
| 10   | GTS       | 52 | Graham Nash Motorsport                | Gian Maria Gabbiani Phillip Bennett (en)              | Saleen S7-R                      | D     | 162   |
| 10   | GTS       | 52 | Graham Nash Motorsport                | Gian Maria Gabbiani Phillip Bennett (en)              | Ford 6.9L V8                     | D     | 162   |
| 11   | GTS       | 61 | Barron Connor Racing                  | Thomas Biagi Danny Sullivan John Bosch                | Ferrari 575 GTC                  | P     | 161   |
| 11   | GTS       | 61 | Barron Connor Racing                  | Thomas Biagi Danny Sullivan John Bosch                | Ferrari 6.0L V12                 | P     | 161   |
| 12   | GT        | 93 | Cirtek Motorsport                     | Adam Jones Sascha Maassen                             | Porsche 911 GT3 RSR (996)        | D     | 161   |
| 12   | GT        | 93 | Cirtek Motorsport                     | Adam Jones Sascha Maassen                             | Porsche 3.6L Flat-6              | D     | 161   |
| 13   | GT        | 80 | Sebah Automotive Ltd                  | Xavier Pompidou Marino Franchitti                     | Porsche 911 GT3 R (996)          | D     | 158   |
| 13   | GT        | 80 | Sebah Automotive Ltd                  | Xavier Pompidou Marino Franchitti                     | Porsche 3.6L Flat-6              | D     | 158   |
| 14   | GT        | 77 | Choro-Q (ja) Racing Team              | Kazuyuki Nishizawa Haruki Kurosawa Manabu Orido       | Porsche 911 GT3 RSR (996)        | Y     | 157   |
| 14   | GT        | 77 | Choro-Q (ja) Racing Team              | Kazuyuki Nishizawa Haruki Kurosawa Manabu Orido       | Porsche 3.6L Flat-6              | Y     | 157   |
| 15   | LMP2      | 13 | Courage Compétition                   | Jean-Marc Gounon Alexander Frei Sam Hancock           | Courage C65                      | M     | 154   |
| 15   | LMP2      | 13 | Courage Compétition                   | Jean-Marc Gounon Alexander Frei Sam Hancock           | AER XP20 2.0L Turbo I4           | M     | 154   |
| 16   | GT        | 84 | Seikel Motorsport                     | Philip Collin Gaël Lasoudier Arno Klasen              | Porsche 911 GT3 RS (996)         | Y     | 153   |
| 16   | GT        | 84 | Seikel Motorsport                     | Philip Collin Gaël Lasoudier Arno Klasen              | Porsche 3.6L Flat-6              | Y     | 153   |
| 17   | GT        | 97 | Auto Palace                           | Steeve Hiesse Giovanni Lavaggi                        | Ferrari 360 Modena GT            | P     | 152   |
| 17   | GT        | 97 | Auto Palace                           | Steeve Hiesse Giovanni Lavaggi                        | Ferrari 3.6L V8                  | P     | 152   |
| 18   | LMP2      | 99 | PiR Competition                       | Pierre Bruneau Marc Rostan                            | Pilbeam MP91                     | M     | 151   |
| 18   | LMP2      | 99 | PiR Competition                       | Pierre Bruneau Marc Rostan                            | JPX (Mader) 3.4L V6              | M     | 151   |
| 19   | GTS       | 62 | Barron Connor Racing                  | Mike Hezemans Jean-Denis Delétraz                     | Ferrari 575 GTC                  | P     | 150   |
| 19   | GTS       | 62 | Barron Connor Racing                  | Mike Hezemans Jean-Denis Delétraz                     | Ferrari 6.0L V12                 | P     | 150   |
| 20   | GT        | 70 | JMB Racing                            | Roman Rusinov Stéphane Daoudi                         | Ferrari 360 Modena GT            | D     | 149   |
| 20   | GT        | 70 | JMB Racing                            | Roman Rusinov Stéphane Daoudi                         | Ferrari 3.6L V8                  | D     | 149   |
| 21   | GT        | 92 | Cirtek Motorsport                     | Frank Mountain Rob Wilson Karim Ojjeh                 | Ferrari 360 Modena GT            | D     | 147   |
| 21   | GT        | 92 | Cirtek Motorsport                     | Frank Mountain Rob Wilson Karim Ojjeh                 | Ferrari 3.6L V8                  | D     | 147   |
| 22   | GT        | 91 | Race Sports Salisbury                 | John Hartshorne Graeme Mundy Richard Stanton          | TVR Tuscan T400R                 | D     | 144   |
| 22   | GT        | 91 | Race Sports Salisbury                 | John Hartshorne Graeme Mundy Richard Stanton          | TVR Speed Six 4.0L I6            | D     | 144   |
| 23   | GT        | 82 | Denis Cohignac                        | Thierry Stépec Sylvain Noël André-Alain Corbel        | Porsche 911 GT3 R (996)          | D     | 144   |
| 23   | GT        | 82 | Denis Cohignac                        | Thierry Stépec Sylvain Noël André-Alain Corbel        | Porsche 3.6L Flat-6              | D     | 144   |
| 24   | LMP1      | 69 | Team Jota                             | John Stack Sam Hignett Gianni Collini                 | Zytek 04S                        | D     | 143   |
| 24   | LMP1      | 69 | Team Jota                             | John Stack Sam Hignett Gianni Collini                 | Zytek ZG348 3.4L V8              | D     | 143   |
| 25   | LMP2      | 27 | Tracsport                             | John Ingram John Gaw Rick Pearson                     | Lola B2K/40                      | D     | 139   |
| 25   | LMP2      | 27 | Tracsport                             | John Ingram John Gaw Rick Pearson                     | Nissan (AER) VQL 3.0L V6         | D     | 139   |
| 26   | LMP2      | 35 | G-Force Racing                        | Frank Hahn Jean-François Leroch Philippe Haezebrouck  | Pilbeam MP84                     | D     | 135   |
| 26   | LMP2      | 35 | G-Force Racing                        | Frank Hahn Jean-François Leroch Philippe Haezebrouck  | Nissan (AER) VQL 3.0L V6         | D     | 135   |
| 27   | GT        | 79 | Perspective Racing                    | Ian Khan Michel Haydens                               | Porsche 911 GT3 R (996)          | D     | 134   |
| 27   | GT        | 79 | Perspective Racing                    | Ian Khan Michel Haydens                               | Porsche 3.6L Flat-6              | D     | 134   |
| ABD. | GT        | 85 | Freisinger Motorsport                 | Emmanuel Collard Stéphane Ortelli Alexey Vasilyev     | Porsche 911 GT3 RSR (996)        | D     | 160   |
| ABD. | GT        | 85 | Freisinger Motorsport                 | Emmanuel Collard Stéphane Ortelli Alexey Vasilyev     | Porsche 3.6L Flat-6              | D     | 160   |
| ABD  | GT        | 71 | JWR Mike Jordan                       | Mike Jordan Robin Liddell                             | Porsche 911 GT3 RSR (996)        | D     | 133   |
| ABD  | GT        | 71 | JWR Mike Jordan                       | Mike Jordan Robin Liddell                             | Porsche 3.6L Flat-6              | D     | 133   |
| ABD  | GT        | 90 | T2M Motorsport                        | Vanina Ickx Paul Daniels Thierry Rabineau             | Porsche 911 GT3 RS (996)         | Y     | 126   |
| ABD  | GT        | 90 | T2M Motorsport                        | Vanina Ickx Paul Daniels Thierry Rabineau             | Porsche 3.6L Flat-6              | Y     | 126   |
| ABD. | LMP2      | 28 | Team Ranieri Randaccio                | Ranieri Randaccio Leonardo Maddalena                  | Tampolli RTA99                   | G     | 114   |
| ABD. | LMP2      | 28 | Team Ranieri Randaccio                | Ranieri Randaccio Leonardo Maddalena                  | Ford (Nicholson-McLaren) 3.3L V8 | G     | 114   |
| ABD. | LMP2      | 26 | Paul Belmondo Racing                  | Paul Belmondo Claude-Yves Gosselin Marco Saviozzi     | Courage C65                      | M     | 98    |
| ABD. | LMP2      | 26 | Paul Belmondo Racing                  | Paul Belmondo Claude-Yves Gosselin Marco Saviozzi     | AER XP20 2.0L Turbo I4           | M     | 98    |
| ABD. | LMP1      | 20 | Lister Cars                           | Justin Keen John Nielsen                              | Lister Storm LMP                 | D     | 62    |
| ABD. | LMP1      | 20 | Lister Cars                           | Justin Keen John Nielsen                              | Chevrolet LS1 6.0L V8            | D     | 62    |
| ABD. | LMP2      | 31 | Équipe Palmyr                         | Christophe Ricard Philippe Favre Grégory Fargier      | Lucchini SR2000                  | A     | 61    |
| ABD. | LMP2      | 31 | Équipe Palmyr                         | Christophe Ricard Philippe Favre Grégory Fargier      | Alfa Romeo 3.0L V6               | A     | 61    |
| ABD. | GTS       | 51 | MAC Racing ( Scuderia Veregra)        | Massimo Morini Maurizio Strada "Base Up"              | Chrysler Viper GTS-R             | G     | 60    |
| ABD. | GTS       | 51 | MAC Racing ( Scuderia Veregra)        | Massimo Morini Maurizio Strada "Base Up"              | Chrysler 8.0L V10                | G     | 60    |
| ABD. | GT        | 81 | Farnbacher Racing                     | Mike Rockenfeller Thorkild Thyrring Lars-Erik Nielsen | Porsche 911 GT3 RSR (996)        | D     | 54    |
| ABD. | GT        | 81 | Farnbacher Racing                     | Mike Rockenfeller Thorkild Thyrring Lars-Erik Nielsen | Porsche 3.6L Flat-6              | D     | 54    |
| ABD. | GTS       | 53 | Konrad Motorsport                     | Klaus Abbelen Maciej Stanco Paul Knapfield            | Saleen S7-R                      | P     | 31    |
| ABD. | GTS       | 53 | Konrad Motorsport                     | Klaus Abbelen Maciej Stanco Paul Knapfield            | Ford 6.9L V8                     | P     | 31    |
| ABD. | GTS       | 60 | Force One Racing                      | David Hallyday Bruno Besson Anthony Kumpen            | Chrysler Viper GTS-R             | P     | 20    |
| ABD. | GTS       | 60 | Force One Racing                      | David Hallyday Bruno Besson Anthony Kumpen            | Chrysler 8.0L V10                | P     | 20    |
| NP.  | LMP2      | 33 | Renauer Motorsport                    | Manfred Jurasz Hannes Gsell Petr Válek                | Tampolli RTA99                   | D     | –     |
| NP.  | LMP2      | 33 | Renauer Motorsport                    | Manfred Jurasz Hannes Gsell Petr Válek                | Alfa Romeo 3.0L V6               | D     | –     |
| NP.  | GTS       | 50 | A-Level Engineering                   | Wolfgang Kaufmann Eric van de Poele                   | Porsche 911 Bi-Turbo             | M     | –     |
| NP.  | GTS       | 50 | A-Level Engineering                   | Wolfgang Kaufmann Eric van de Poele                   | Porsche 3.6L Turbo Flat-6        | M     | –     |
| DQ   | LMP2      | 36 | Gerard Welter ( Welter Racing)        | Jean-René de Fournoux Jean-Bernard Bouvet             | WR LMP2                          | M     | 155   |
| DQ   | LMP2      | 36 | Gerard Welter ( Welter Racing)        | Jean-René de Fournoux Jean-Bernard Bouvet             | Peugeot 3.4L V6                  | M     | 155   |

Légende :
- ABD. = Abandon - DQ. = Disqualifié - NP. = Non partant

## Statistiques
Les 1 000 kilomètres du Nürburgring 2004 représentent :